# Televizier (equip ciclista)

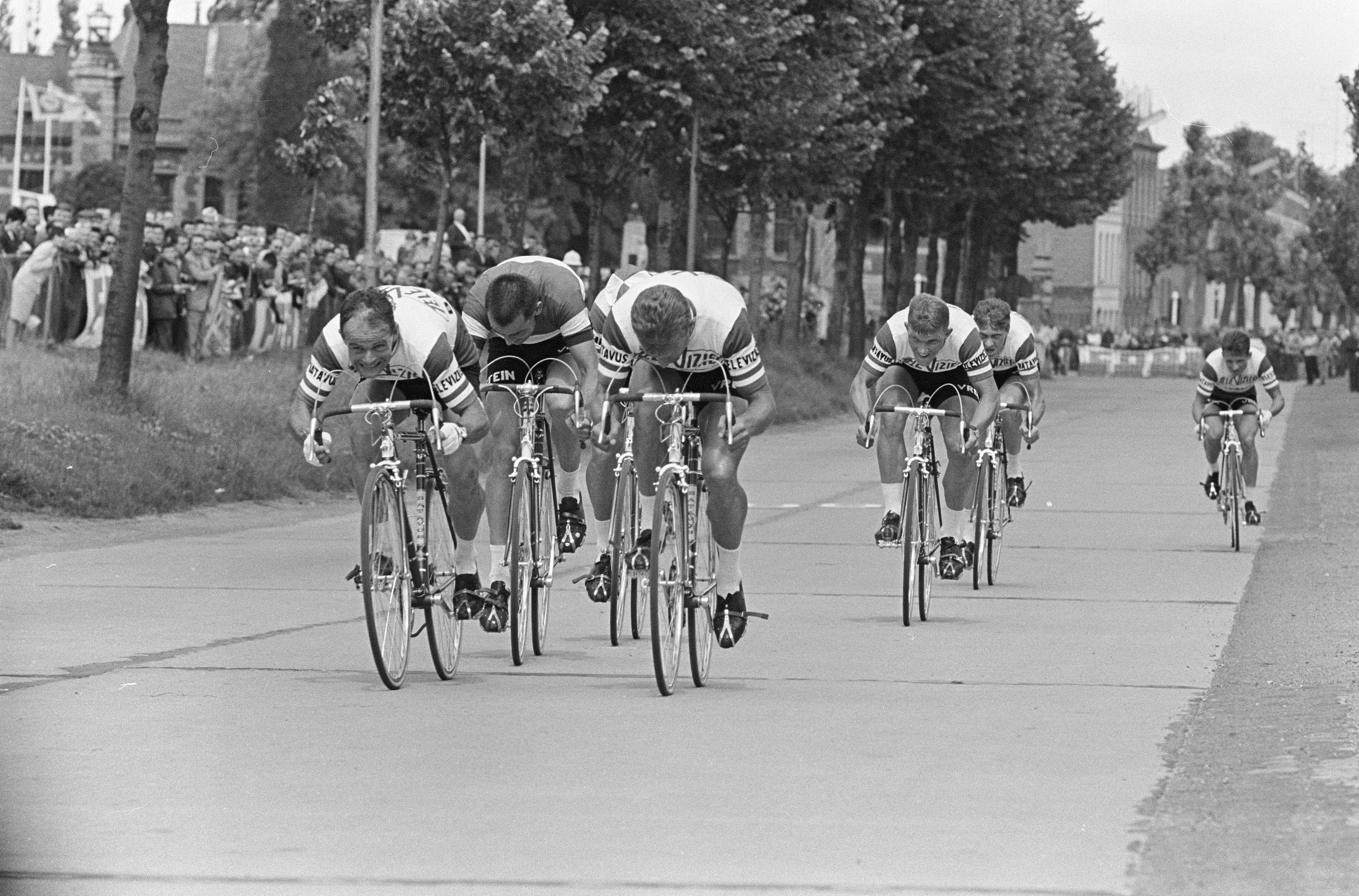
L'equip Televizier a la contrarellotge per equips del Tour de França de 1966

L'equip Televizier va ser un equip ciclista neerlandès, que va competir professionalment entre el 1964 i el 1967 i va estar dirigit per Kees Pellenaars. Anteriorment, el 1961, va existir un equip Televizier que va participar en la Volta als Països Baixos.
Entre els seus ciclistes varen destacar Jo de Roo i Gerben Karstens.

## Principals victòries
- A través de Flandes: Piet van Est (1964)
- Tour de Flandes: Gerben Karstens (1965)
- París-Tours: Gerben Karstens (1965)
- Gran Premi Gran Premi 1r de maig d'Hoboken: Bart Zoet (1965)
- Omloop Het Volk: Jo de Roo (1966)
- Gran Premi de la vila de Zottegem: Jo de Roo (1966)
- Circuit del País de Waes: Rik Wouters (1966)
- Premi Nacional de Clausura: Henk Nijdam (1966)

### A les grans voltes
- Tour de França:
  - 3 participacions (1964, 1965, 1966)
  - 8 victòries d'etapa :
    - 1 el 1964: Henk Nijdam
    - 3 el 1965: Cees Van Espen, Jo De Roo, Gerben Karstens
    - 4 el 1966: Gerben Karstens (2), Jo De Roo, Henk Nijdam

  - 0 classificació final:
  - 0 classificació secundària:

- Giro d'Itàlia
  - 0 participacions

- Volta a Espanya
  - 2 participacions (1966, 1967)
  - 17 victòries d'etapes :
    - 9 el 1966: Jo De Roo, Cees Haast (2), Henk Nijdam (3), Gerben Karstens (3), Jos Van Der Vleuten
    - 8 el 1967: Evert Dolman, Gerben Karstens (4), Jan Harings, Henk Nijdam, Jos Van Der Vleuten

  - 1 classificació secundària:
    - Classificació per punts: Jos van der Vleuten (1966)

## Composició de l'equip

### 1961
|
| Llista de l'equip 1961 | Llista de l'equip 1961 | Llista de l'equip 1961 | Llista de l'equip 1961 |
| Ciclista               | Data de naixement      | Equip previ            |                        |
| ---------------------- | ---------------------- | ---------------------- | ---------------------- |
| Gerrit Lentelink       | 17 de març de 1932     |                        |                        |
| Theo Sijthoff          | 6 de febrer de 1937    |                        |                        |
| Mik Snijder            | 6 de febrer de 1931    |                        |                        |
| Joop Van de Putten     | 22 de setembre de 1935 |                        |                        |
| Ab van Egmond          | 25 de agost de 1938    |                        |                        |
| Wim van Est            | 25 de març de 1923     |                        |                        |
|                        |                        |                        |                        |
| Font: UCI              |                        |                        |                        |

Nota: Gerrit Lentelink
Nota: Theo Sijthoff
Nota: Mik Snijder
Nota: Joop Van de Putten
Nota: Ab van Egmond
Nota: Wim van Est